# Marléen Bengtsson-Kovacs
Eva Linnea Marléen Bengtsson-Kovacs, gift Rosenmeier, född 8 november 1986, är en svensk tidigare parabordtennisspelare. Hon tävlade i klass C8.
Hon är gift med den danska parabordtennisspelaren Peter Rosenmeier.